# I Love You の 形/ハネユメ
「I Love You の 形/ハネユメ」（アイ･ラブ･ユーのかたち/ハネユメ）は、2007年10月10日に発売された矢井田瞳の17枚目のシングル。発売元は青空レコード。

## 解説
- 前作より1年ぶりのシングルとなる。
- 両A面シングルでの発売となる。
- PVには、現在「ももいろクローバーZ」のメンバーとして活動している玉井詩織が出演しており、2015年2月20日放送の『ミュージックフェア』で共演をし、このエピソードを語った。

## 収録曲
1. I Love You の 形(3:36)
  - 作詞・作曲：矢井田瞳／編曲：村田昭、矢井田瞳

コナミ「佐伯チズ式 夢美肌」CMソング
日本テレビ系『おもいッきりイイ!!テレビ』コーナーテーマ曲
2. ハネユメ(5:00)
  - 作詞・作曲：矢井田瞳／編曲：村田昭、矢井田瞳

メ〜テレ・テレビ朝日系ドラマ『ガンジス河でバタフライ』主題歌。
この楽曲は、発売前にライブ等で披露された。
3. 初恋〜BlueNoteTOKYO Ver.〜(5:13)
  - 作詞・作曲：矢井田瞳／編曲：村田昭、矢井田瞳

ドコモプレミアライブでの音源を収録。ピアノデュオ(小曽根真×塩谷哲)による演奏。

## 収録アルバム
I Love You の 形
- 『colorhythm』
- 『THE BEST OF HITOMI YAIDA』

ハネユメ
- 『colorhythm』
- 『THE BEST OF HITOMI YAIDA』